# 天山䶄
天山䶄（学名：Clethrionomys frater）为仓鼠科䶄属的动物。在中国大陆，分布于新疆（天山）等地，多见于山地针叶林带。该物种的模式产地在吉尔吉斯附近。